# Turňanský hrad
Turňanský hrad (slovensky Turniansky hrad) je zřícenina hradu z 13. století tyčící se nad slovenskou obcí Turňa nad Bodvou, pouhých 5 km od maďarských hranic. Stojí na krasovém kopci vysokém 375 m n. m., vybíhajícím ze Zádielské planiny na jih nad Turnianský kotlinu. Kdysi byl správním centrem Turňanského komitátu a stolice.

## Historie
Krajina v okolí Turňanského hradu patřila od poslední čtvrtiny třináctého století rodu Tornajovců. Synové Jana z Torny v roce 1357 získali od krále povolení ke stavbě hradu. Jejich potomkům poté patřil do roku 1406. Po vymření rodu, který odvozoval své jméno od názvu lokality, hrad získal na krátký čas Štefan Šafár z Brance (1409), od něhož poté majetky získali Bebekovci. Kolem roku 1448 ho obsadila Jiskrova vojska. V roce 1476 koupil hrad Imrich Zápolský a příslušníci této rodiny vlastnili zdejší majetky až do roku 1531. V letech 1540–1550 byly provedeny na objektu nové opevňovací práce, které si vynutila hrozba tureckého vpádu. Byl součástí tzv. velké protiturecké pevnostní soustavy, patřící k pohraničním hradů. Navzdory těmto stavebním pracím Turci hrad v roce 1652 obsadili. Za stavovského povstání v 17. století, vedeného Thökölym, dal generál Schultz v roce 1685 hrad zbourat. Od té doby je v ruinách. O jeho obnovu se snaží sdružení na záchranu Turňanského hradu, podle projektu památkové obnovy ze sedmdesátých let dvacátého století.

## Exteriér
Nejstarší částí areálu je v jeho jádru stojící hranolová věž, původně přístupná jen z výšky prvního patra, která měla vlastní opevnění. V roce 1357 hrad rozšířili o nový gotický palác, situovaný severně od věže, s nímž byla pravděpodobně spojena. Mladší palác stál na východní straně nádvoří. Při velké renesanční přestavbě byla na jihozápadní straně přistavěna dělová bašta a další dvě bašty na jihu a východě. Pravděpodobně z tohoto období pochází i mohutný severozápadní bastion, chránící hrad na přístupové straně.
Ze středověkého hradu se dochovaly obvodové zdi jednotlivých objektů (bašty, zdi opevnění, paláce, věž) a v terénu je viditelná skladba jednotlivých prostorů. Klenby a architektonické detaily se nedochovaly, ale dochovala se tzv. kalhotová střílna a znatelná je i šířka cesty, kterou byl hrad zpřístupněn – ve skalním podloží jsou vyjeté stopy po kolech vozů.

## Galerie

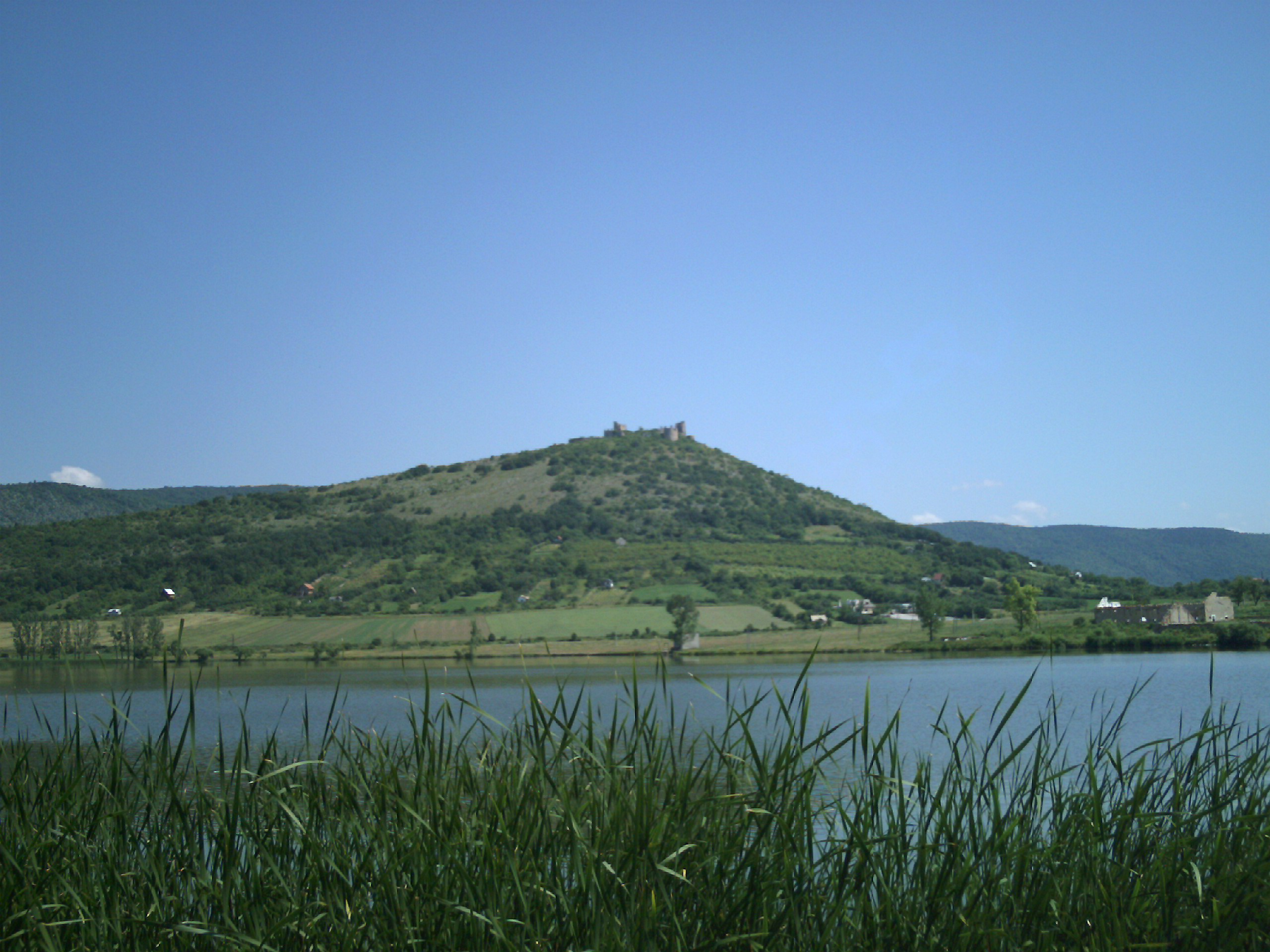
Turňanský hrad, pohled od rybníka
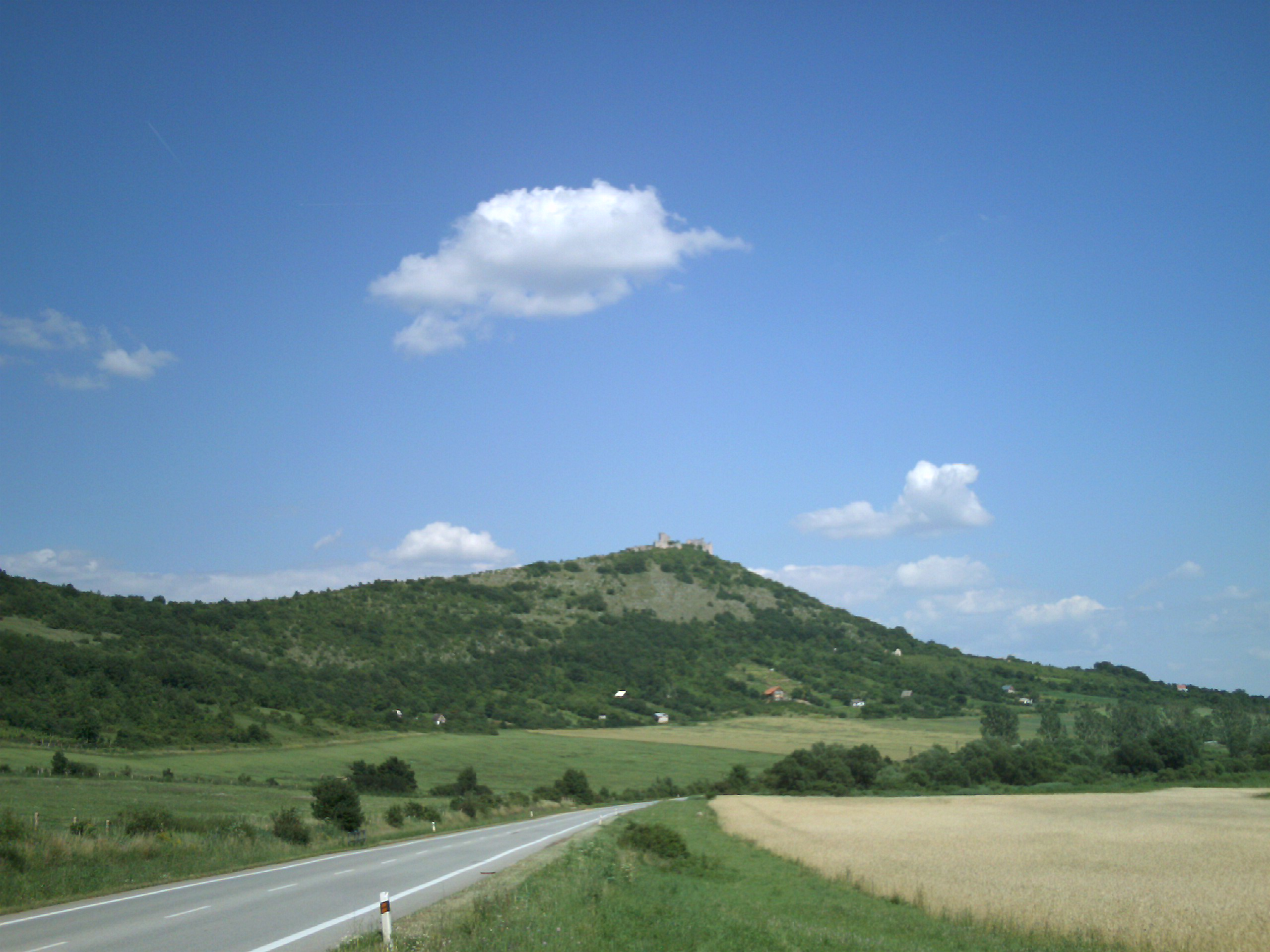
Turňanský, pohled od západu
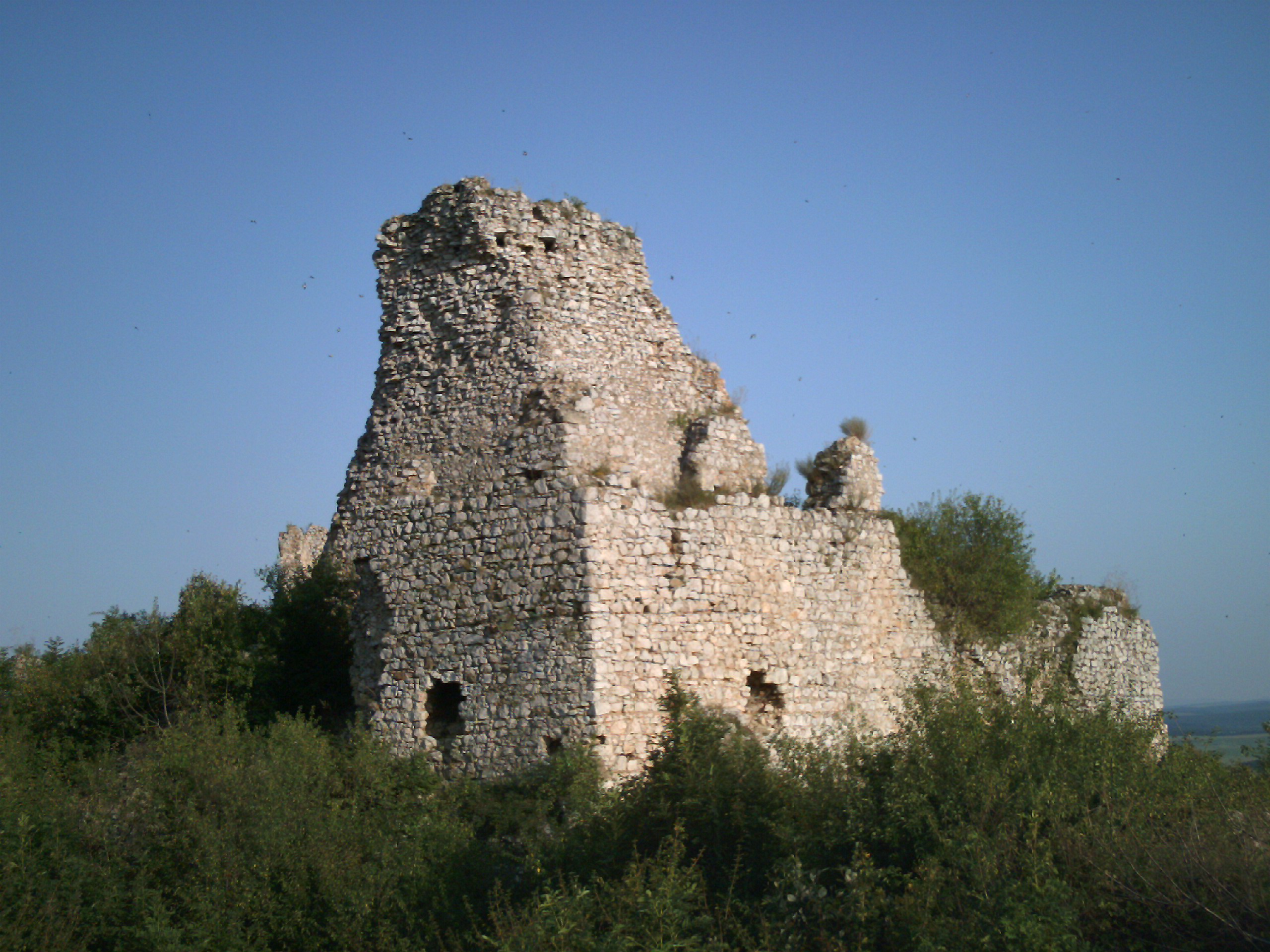
Detail hradu od západu